# Pavel Badea
Pavel Badea (Craiova, 1967. június 10. –) román labdarúgó középpályás. Profiként játszott Romániában, Svájcban, Dél-Koreában és Japánban.

## Pályafutása

### Klubcsapatkban
Profi labdarúgó-pályafutását az Universitatea Craiova csapatánál kezdte, 1984-ben debütált a román bajnokságban. 1992 nyarán elhagyta Romániát, hogy a svájci Lausanne-Sportban játsszon, majd később a Koreai Köztársaságba igazolt, ahol a Suwon Samsung Bluewings csapatában játszott 1996-tól 1998-ig. A következő néhány szezont Japánban töltötte, Bellmare Hiratsuka, Kashiwa Reysol és a Avispa Fukuoka csapatában a J1 League-ben. 2001 decemberében visszatért Romániába, ahol az Extensiv Craiova és az FC U Craiova csapatánál fejezte be pályafutását.

### A válogatottban
Badea 1990 és 1992 között kilencszer lépett pályára a felnőtt román labdarúgó-válogatottban.

### Edzőként
2003-ban 7 bajnoki mérkőzésen irányította az Universitatea Craiovát. A 2004–05-ös szezonban másodszor is visszatért a klubhoz.

## Statisztika

### A válogatottban
| Románia  | Románia         | Románia |
| Év       | Pályára lépések | Gólok   |
| -------- | --------------- | ------- |
| 1990     | 3               | 1       |
| 1991     | 4               | 0       |
| 1992     | 2               | 1       |
| Összesen | 9               | 2       |

## Sikerei, díjai

### Klubcsapatokkal
Universitatea Craiova
- Román bajnok: 1990–91
- Román kupa: 1990–91

 Suwon Samsung Bluewings
- Dél-koreai labdarúgó-bajnokság (első osztály)K Liga 1: 1998
- K Liga 1. második helyezett: 1996
- Koreai FA-kupa második helyezettje: 1996
- Kupagyőztesek Ázsia-kupája második helyezett: 1997–98

 Kashiwa Reysol
- J. Liga Kupa: 1999

### Egyéni
- A K Liga legjobb XI: 1996

## Bibliográfia
- Dobre, Ilie. Pavel Badea - "Samuraiul" de pe Jii. Editura Paralela 45 (2003). ISBN 973-593-751-4

## Fordítás
- Ez a szócikk részben vagy egészben  a   Pavel Badea című angol Wikipédia-szócikk ezen változatának fordításán alapul.  Az eredeti cikk szerkesztőit annak laptörténete sorolja fel. Ez a jelzés csupán a megfogalmazás eredetét és a szerzői jogokat jelzi, nem szolgál a cikkben szereplő információk forrásmegjelöléseként.